# Resultados do Carnaval de São Gonçalo
Esta é uma lista sobre resultados do Carnaval de São Gonçalo. 

## 2008
| Grupo A   | Grupo A                        | Grupo A   | Grupo A | Grupo A |
| Colocação | Escola                         | Nota      | Ref.    |         |
| --------- | ------------------------------ | --------- | ------- | ------- |
| 1º        | Mocidade Independente do Boaçu |           | [ 1 ]   |         |
| 2º        | Caprichosos do Bairro Antonina |           | [ 1 ]   |         |
| 3º        | Souza Soares                   |           | [ 1 ]   |         |
| 4º        | Unidos do Salgueiro            |           | [ 1 ]   |         |
| 5°        | Acadêmicos do Porto Novo       |           | [ 1 ]   |         |
| 6°        | Boêmios do Jardim Catarina     | Rebaixada | [ 1 ]   |         |
| Grupo B   |                                |           |         |         |
| Colocação | Escola                         | Nota      | Ref.    |         |
| 1º        | Acadêmicos do Universo         | Promovida | [ 1 ]   |         |
| 2º        | Amigos do Barba                |           | [ 1 ]   |         |
| 3º        | Alegria de Guaxindiba          |           | [ 1 ]   |         |
| 4º        | Pingo D' Água                  |           | [ 1 ]   |         |
| 5°        | Acadêmicos Jardim Miriambi     |           | [ 1 ]   |         |
| 6°        | Mocidade Alegre do Mutuá       |           | [ 1 ]   |         |

## 2009
| Grupo Especial  | Grupo Especial                 | Grupo Especial | Grupo Especial    | Grupo Especial                | Grupo Especial | Grupo Especial | Grupo Especial | Grupo Especial | Grupo Especial | Grupo Especial | Grupo Especial | Grupo Especial | Grupo Especial | Grupo Especial | Grupo Especial | Grupo Especial | Grupo Especial | Grupo Especial | Grupo Especial | Grupo Especial | Grupo Especial | Grupo Especial | Grupo Especial | Grupo Especial | Grupo Especial | Grupo Especial | Grupo Especial | Grupo Especial | Grupo Especial | Grupo Especial | Grupo Especial | Grupo Especial | Grupo Especial | Grupo Especial | Grupo Especial | Grupo Especial | Grupo Especial | Grupo Especial | Grupo Especial | Grupo Especial | Grupo Especial | Grupo Especial | Grupo Especial | Grupo Especial | Grupo Especial | Grupo Especial | Grupo Especial | Grupo Especial | Grupo Especial |
| Posição         | Escolas                        | Pontos         | Ref.              | Classificação ou rebaixamento |                |                |                |                |                |                |                |                |                |                |                |                |                |                |                |                |                |                |                |                |                |                |                |                |                |                |                |                |                |                |                |                |                |                |                |                |                |                |                |                |                |                |                |                |                |
| --------------- | ------------------------------ | -------------- | ----------------- | ----------------------------- | -------------- | -------------- | -------------- | -------------- | -------------- | -------------- | -------------- | -------------- | -------------- | -------------- | -------------- | -------------- | -------------- | -------------- | -------------- | -------------- | -------------- | -------------- | -------------- | -------------- | -------------- | -------------- | -------------- | -------------- | -------------- | -------------- | -------------- | -------------- | -------------- | -------------- | -------------- | -------------- | -------------- | -------------- | -------------- | -------------- | -------------- | -------------- | -------------- | -------------- | -------------- | -------------- | -------------- | -------------- | -------------- |
| 1               | Mocidade Independente do Boaçu | 98             | [ 2 ] [ 3 ] [ 4 ] | Campeã do Carnaval 2009       |                |                |                |                |                |                |                |                |                |                |                |                |                |                |                |                |                |                |                |                |                |                |                |                |                |                |                |                |                |                |                |                |                |                |                |                |                |                |                |                |                |                |                |                |                |
| 2               | Caprichosos do Bairro Antonina | 96.5           | [ 2 ] [ 3 ] [ 4 ] |                               |                |                |                |                |                |                |                |                |                |                |                |                |                |                |                |                |                |                |                |                |                |                |                |                |                |                |                |                |                |                |                |                |                |                |                |                |                |                |                |                |                |                |                |                |                |
| 3               | Unidos do Salgueiro            | 94.5           | [ 2 ] [ 3 ] [ 4 ] |                               |                |                |                |                |                |                |                |                |                |                |                |                |                |                |                |                |                |                |                |                |                |                |                |                |                |                |                |                |                |                |                |                |                |                |                |                |                |                |                |                |                |                |                |                |                |
| 4               | Acadêmicos do Porto Novo       | 79.5           | [ 2 ] [ 3 ] [ 4 ] |                               |                |                |                |                |                |                |                |                |                |                |                |                |                |                |                |                |                |                |                |                |                |                |                |                |                |                |                |                |                |                |                |                |                |                |                |                |                |                |                |                |                |                |                |                |                |
| 5               | Souza Soares                   | 76             | [ 2 ] [ 3 ] [ 4 ] | Desce para o Grupo B 2010     |                |                |                |                |                |                |                |                |                |                |                |                |                |                |                |                |                |                |                |                |                |                |                |                |                |                |                |                |                |                |                |                |                |                |                |                |                |                |                |                |                |                |                |                |                |
| Grupo de acesso |                                |                |                   |                               |                |                |                |                |                |                |                |                |                |                |                |                |                |                |                |                |                |                |                |                |                |                |                |                |                |                |                |                |                |                |                |                |                |                |                |                |                |                |                |                |                |                |                |                |                |
| Posição         | Escolas                        | Pontos         | Ref.              | Classificação ou rebaixamento |                |                |                |                |                |                |                |                |                |                |                |                |                |                |                |                |                |                |                |                |                |                |                |                |                |                |                |                |                |                |                |                |                |                |                |                |                |                |                |                |                |                |                |                |                |
| 1               | Pingo D’Água                   | 95             | [ 3 ] [ 2 ]       | Sobe para o Grupo A 2010      |                |                |                |                |                |                |                |                |                |                |                |                |                |                |                |                |                |                |                |                |                |                |                |                |                |                |                |                |                |                |                |                |                |                |                |                |                |                |                |                |                |                |                |                |                |
| 2               | Amigos do Barba                | 90             | [ 3 ] [ 2 ]       |                               |                |                |                |                |                |                |                |                |                |                |                |                |                |                |                |                |                |                |                |                |                |                |                |                |                |                |                |                |                |                |                |                |                |                |                |                |                |                |                |                |                |                |                |                |                |
| 3               | Alegria de Guaxindiba          | 87.8           | [ 3 ] [ 2 ]       |                               |                |                |                |                |                |                |                |                |                |                |                |                |                |                |                |                |                |                |                |                |                |                |                |                |                |                |                |                |                |                |                |                |                |                |                |                |                |                |                |                |                |                |                |                |                |
| 4               | Boêmios de Jardim Catarina     | 78.8           | [ 3 ] [ 2 ]       |                               |                |                |                |                |                |                |                |                |                |                |                |                |                |                |                |                |                |                |                |                |                |                |                |                |                |                |                |                |                |                |                |                |                |                |                |                |                |                |                |                |                |                |                |                |                |
| 5               | Mocidade Alegre do Mutuá       | 59.5           | [ 3 ] [ 2 ]       |                               |                |                |                |                |                |                |                |                |                |                |                |                |                |                |                |                |                |                |                |                |                |                |                |                |                |                |                |                |                |                |                |                |                |                |                |                |                |                |                |                |                |                |                |                |                |

## 2010
| Grupo Especial  | Grupo Especial             | Grupo Especial | Grupo Especial | Grupo Especial                    | Grupo Especial | Grupo Especial | Grupo Especial | Grupo Especial | Grupo Especial | Grupo Especial | Grupo Especial | Grupo Especial | Grupo Especial | Grupo Especial | Grupo Especial | Grupo Especial | Grupo Especial | Grupo Especial | Grupo Especial | Grupo Especial | Grupo Especial | Grupo Especial | Grupo Especial | Grupo Especial | Grupo Especial | Grupo Especial | Grupo Especial | Grupo Especial | Grupo Especial | Grupo Especial | Grupo Especial | Grupo Especial | Grupo Especial | Grupo Especial | Grupo Especial | Grupo Especial | Grupo Especial | Grupo Especial | Grupo Especial | Grupo Especial | Grupo Especial | Grupo Especial | Grupo Especial | Grupo Especial | Grupo Especial | Grupo Especial | Grupo Especial | Grupo Especial | Grupo Especial |
| Posição         | Escolas                    | Pontos         | Ref.           | Classificação ou rebaixamento     |                |                |                |                |                |                |                |                |                |                |                |                |                |                |                |                |                |                |                |                |                |                |                |                |                |                |                |                |                |                |                |                |                |                |                |                |                |                |                |                |                |                |                |                |                |
| --------------- | -------------------------- | -------------- | -------------- | --------------------------------- | -------------- | -------------- | -------------- | -------------- | -------------- | -------------- | -------------- | -------------- | -------------- | -------------- | -------------- | -------------- | -------------- | -------------- | -------------- | -------------- | -------------- | -------------- | -------------- | -------------- | -------------- | -------------- | -------------- | -------------- | -------------- | -------------- | -------------- | -------------- | -------------- | -------------- | -------------- | -------------- | -------------- | -------------- | -------------- | -------------- | -------------- | -------------- | -------------- | -------------- | -------------- | -------------- | -------------- | -------------- | -------------- |
| 1               | Universo                   | 90             | [ 5 ] [ 6 ]    | Campeã do Carnaval 2010           |                |                |                |                |                |                |                |                |                |                |                |                |                |                |                |                |                |                |                |                |                |                |                |                |                |                |                |                |                |                |                |                |                |                |                |                |                |                |                |                |                |                |                |                |                |
| 1               | Caprichosos de São Gonçalo | 90             | [ 5 ] [ 6 ]    | Campeã do Carnaval 2010           |                |                |                |                |                |                |                |                |                |                |                |                |                |                |                |                |                |                |                |                |                |                |                |                |                |                |                |                |                |                |                |                |                |                |                |                |                |                |                |                |                |                |                |                |                |
| 3               | Unidos do Salgueiro        | 77             | [ 5 ] [ 6 ]    |                                   |                |                |                |                |                |                |                |                |                |                |                |                |                |                |                |                |                |                |                |                |                |                |                |                |                |                |                |                |                |                |                |                |                |                |                |                |                |                |                |                |                |                |                |                |                |
| 4               | Pingo D´Água               | 65             | [ 5 ] [ 6 ]    |                                   |                |                |                |                |                |                |                |                |                |                |                |                |                |                |                |                |                |                |                |                |                |                |                |                |                |                |                |                |                |                |                |                |                |                |                |                |                |                |                |                |                |                |                |                |                |
| 5               | Porto Novo                 | 39             | [ 5 ] [ 6 ]    | Desce para o Grupo de acesso 2011 |                |                |                |                |                |                |                |                |                |                |                |                |                |                |                |                |                |                |                |                |                |                |                |                |                |                |                |                |                |                |                |                |                |                |                |                |                |                |                |                |                |                |                |                |                |
| Grupo de acesso |                            |                |                |                                   |                |                |                |                |                |                |                |                |                |                |                |                |                |                |                |                |                |                |                |                |                |                |                |                |                |                |                |                |                |                |                |                |                |                |                |                |                |                |                |                |                |                |                |                |                |
| Posição         | Escolas                    | Pontos         | Ref.           | Classificação ou rebaixamento     |                |                |                |                |                |                |                |                |                |                |                |                |                |                |                |                |                |                |                |                |                |                |                |                |                |                |                |                |                |                |                |                |                |                |                |                |                |                |                |                |                |                |                |                |                |
| 1               | Boêmios do Jardim Catarina |                | [ 5 ]          | Sobe para o Grupo Especial 2011   |                |                |                |                |                |                |                |                |                |                |                |                |                |                |                |                |                |                |                |                |                |                |                |                |                |                |                |                |                |                |                |                |                |                |                |                |                |                |                |                |                |                |                |                |                |
| 2               | Amigos do Barba            |                | [ 5 ]          |                                   |                |                |                |                |                |                |                |                |                |                |                |                |                |                |                |                |                |                |                |                |                |                |                |                |                |                |                |                |                |                |                |                |                |                |                |                |                |                |                |                |                |                |                |                |                |
| 3               | Arco Íris do Boaçu         |                | [ 5 ]          |                                   |                |                |                |                |                |                |                |                |                |                |                |                |                |                |                |                |                |                |                |                |                |                |                |                |                |                |                |                |                |                |                |                |                |                |                |                |                |                |                |                |                |                |                |                |                |
| 4               | Jardim Miriambi            |                | [ 5 ]          |                                   |                |                |                |                |                |                |                |                |                |                |                |                |                |                |                |                |                |                |                |                |                |                |                |                |                |                |                |                |                |                |                |                |                |                |                |                |                |                |                |                |                |                |                |                |                |
| 5               | Alegria de Guaxindiba      |                | [ 5 ]          |                                   |                |                |                |                |                |                |                |                |                |                |                |                |                |                |                |                |                |                |                |                |                |                |                |                |                |                |                |                |                |                |                |                |                |                |                |                |                |                |                |                |                |                |                |                |                |

## 2011

### Grupo Especial
| Posição | Escolas                    | Ref.  | Classificação ou rebaixamento |
| ------- | -------------------------- | ----- | ----------------------------- |
| 1       | Acadêmicos do Universo     | [ 7 ] | Campeã do Carnaval 2011       |
| 2       | Caprichosos de São Gonçalo | [ 7 ] |                               |
| 3       | Unidos do Salgueiro        | [ 7 ] |                               |
| 4       | Boêmios do Jardim Catarina | [ 7 ] |                               |
| 5       | Pingo D’água               | [ 7 ] |                               |
| 6       | Acadêmicos do Porto Novo   | [ 7 ] | Desce para o Acesso 2012      |

- Nota: Desfile das campeãs com a participação da escola mirim Construindo Sonhos e a Porto da Pedra

### Grupo de acesso
| Posição | Escolas                       | Ref. | Classificação ou rebaixamento   |
| ------- | ----------------------------- | ---- | ------------------------------- |
| 1       | Acadêmicos do Jardim Miriambi |      | Sobe para o Grupo Especial 2012 |
| 2       | Amigos do Barba               |      |                                 |
| 3       | Arco-íris do Boassu           |      |                                 |
| 4       | Alegria de Guaxindiba         |      |                                 |

## 2012

### Grupo Especial
| Posição | Escolas                    | Pontos | Classificação ou rebaixamento |
| ------- | -------------------------- | ------ | ----------------------------- |
| 1       | Unidos do Salgueiro        | 100    | Campeã do Carnaval 2013       |
| 2       | Caprichosos de São Gonçalo | 99,5   |                               |
| 3       | Acadêmicos do Universo     | 97,5   | Desce para o Acesso 2013      |

### Grupo de acesso
| Posição | Escolas                  | Pontos | Classificação ou rebaixamento   |
| ------- | ------------------------ | ------ | ------------------------------- |
| 1       | Arco-Íris do Boaçu       | 99     | Sobe para o Grupo Especial 2013 |
| 2       | Amigos do Barba          | 96,5   |                                 |
| 3       | Alegria de Guaxindiba    | 96,5   |                                 |
| 4       | Acadêmicos do Porto Novo | 92     |                                 |

## 2013
| Grupo A | Grupo A                    | Grupo A | Grupo A                       | Grupo A | Grupo A | Grupo A | Grupo A | Grupo A | Grupo A | Grupo A | Grupo A | Grupo A | Grupo A | Grupo A | Grupo A | Grupo A | Grupo A | Grupo A | Grupo A | Grupo A | Grupo A | Grupo A | Grupo A | Grupo A | Grupo A | Grupo A | Grupo A | Grupo A | Grupo A | Grupo A | Grupo A | Grupo A | Grupo A | Grupo A | Grupo A | Grupo A | Grupo A | Grupo A | Grupo A | Grupo A | Grupo A | Grupo A | Grupo A | Grupo A | Grupo A | Grupo A | Grupo A | Grupo A | Grupo A |
| Posição | Escolas                    | Ref.    | Classificação ou rebaixamento |         |         |         |         |         |         |         |         |         |         |         |         |         |         |         |         |         |         |         |         |         |         |         |         |         |         |         |         |         |         |         |         |         |         |         |         |         |         |         |         |         |         |         |         |         |         |
| ------- | -------------------------- | ------- | ----------------------------- | ------- | ------- | ------- | ------- | ------- | ------- | ------- | ------- | ------- | ------- | ------- | ------- | ------- | ------- | ------- | ------- | ------- | ------- | ------- | ------- | ------- | ------- | ------- | ------- | ------- | ------- | ------- | ------- | ------- | ------- | ------- | ------- | ------- | ------- | ------- | ------- | ------- | ------- | ------- | ------- | ------- | ------- | ------- | ------- | ------- | ------- |
| 1       | Universo                   | [ 8 ]   | Campeã do Carnaval 2013       |         |         |         |         |         |         |         |         |         |         |         |         |         |         |         |         |         |         |         |         |         |         |         |         |         |         |         |         |         |         |         |         |         |         |         |         |         |         |         |         |         |         |         |         |         |         |
| 2       | Jardim Miriambi            | [ 8 ]   |                               |         |         |         |         |         |         |         |         |         |         |         |         |         |         |         |         |         |         |         |         |         |         |         |         |         |         |         |         |         |         |         |         |         |         |         |         |         |         |         |         |         |         |         |         |         |         |
| 3       | Unidos do Salgueiro        | [ 8 ]   |                               |         |         |         |         |         |         |         |         |         |         |         |         |         |         |         |         |         |         |         |         |         |         |         |         |         |         |         |         |         |         |         |         |         |         |         |         |         |         |         |         |         |         |         |         |         |         |
| 4       | Boêmios do Jardim Catarina | [ 8 ]   |                               |         |         |         |         |         |         |         |         |         |         |         |         |         |         |         |         |         |         |         |         |         |         |         |         |         |         |         |         |         |         |         |         |         |         |         |         |         |         |         |         |         |         |         |         |         |         |
| 5       | Pingo D´Água               | [ 8 ]   |                               |         |         |         |         |         |         |         |         |         |         |         |         |         |         |         |         |         |         |         |         |         |         |         |         |         |         |         |         |         |         |         |         |         |         |         |         |         |         |         |         |         |         |         |         |         |         |
| 6       | Arco Íris do Boaçu         | [ 8 ]   | Desce para o Grupo B 2013     |         |         |         |         |         |         |         |         |         |         |         |         |         |         |         |         |         |         |         |         |         |         |         |         |         |         |         |         |         |         |         |         |         |         |         |         |         |         |         |         |         |         |         |         |         |         |
| Grupo B |                            |         |                               |         |         |         |         |         |         |         |         |         |         |         |         |         |         |         |         |         |         |         |         |         |         |         |         |         |         |         |         |         |         |         |         |         |         |         |         |         |         |         |         |         |         |         |         |         |         |
| Posição | Escolas                    | Ref.    | Classificação ou rebaixamento |         |         |         |         |         |         |         |         |         |         |         |         |         |         |         |         |         |         |         |         |         |         |         |         |         |         |         |         |         |         |         |         |         |         |         |         |         |         |         |         |         |         |         |         |         |         |
| 1       | Marimbondo                 | [ 8 ]   | Sobe para o Grupo A 2013      |         |         |         |         |         |         |         |         |         |         |         |         |         |         |         |         |         |         |         |         |         |         |         |         |         |         |         |         |         |         |         |         |         |         |         |         |         |         |         |         |         |         |         |         |         |         |
| 2       | Porto Novo                 | [ 8 ]   |                               |         |         |         |         |         |         |         |         |         |         |         |         |         |         |         |         |         |         |         |         |         |         |         |         |         |         |         |         |         |         |         |         |         |         |         |         |         |         |         |         |         |         |         |         |         |         |
| 3       | Amigos do Barba            | [ 8 ]   |                               |         |         |         |         |         |         |         |         |         |         |         |         |         |         |         |         |         |         |         |         |         |         |         |         |         |         |         |         |         |         |         |         |         |         |         |         |         |         |         |         |         |         |         |         |         |         |
| 4       | União da Nova Grécia       | [ 8 ]   |                               |         |         |         |         |         |         |         |         |         |         |         |         |         |         |         |         |         |         |         |         |         |         |         |         |         |         |         |         |         |         |         |         |         |         |         |         |         |         |         |         |         |         |         |         |         |         |
| 5       | Alegria de Guaxindiba      | [ 8 ]   |                               |         |         |         |         |         |         |         |         |         |         |         |         |         |         |         |         |         |         |         |         |         |         |         |         |         |         |         |         |         |         |         |         |         |         |         |         |         |         |         |         |         |         |         |         |         |         |
| 6       | Urubu Rei                  | [ 8 ]   |                               |         |         |         |         |         |         |         |         |         |         |         |         |         |         |         |         |         |         |         |         |         |         |         |         |         |         |         |         |         |         |         |         |         |         |         |         |         |         |         |         |         |         |         |         |         |         |

## 2014
| Posição | Escolas                    | Ref.         | Classificação ou rebaixamento |
| ------- | -------------------------- | ------------ | ----------------------------- |
| 1       | Boêmios do Jardim Catarina | [ 9 ] [ 10 ] | Campeã do Carnaval 2014       |
| 1       | Caprichosos de São Gonçalo | [ 9 ] [ 10 ] | Sobe para o Especial 2015     |

### Grupo A
| Colocação | Escola                     | Pontos | Ref.          |
| --------- | -------------------------- | ------ | ------------- |
| 1º        | Acadêmicos do Universo     | 192,2  | [ 11 ] [ 12 ] |
| 2º        | Caprichosos de São Gonçalo | 192,1  | [ 11 ] [ 12 ] |

### Grupo B
| Colocação | Escola                   | Pontos | Nota      | Ref.          |
| --------- | ------------------------ | ------ | --------- | ------------- |
| 1º        | Acadêmicos do Porto Novo | 190,3  | Promovida | [ 11 ] [ 12 ] |
| 2º        | Arco-Íris do Boaçu       | 184,4  |           | [ 11 ] [ 12 ] |

### 2016
- Não houve